# Zadni Staw Raczkowy
Zadni Staw Raczkowy (słow. Vyšné Račkovo pleso) – najwyżej położony z grupy 3 większych Raczkowych Stawów w Dolinie Raczkowej w słowackich Tatrach Zachodnich. Znajduje się w górnym piętrze tej doliny, w tzw. Dolinie Zadniej Raczkowej, bezpośrednio przylegając do skał podnóża Raczkowej Czuby i Kończystego Wierchu. Położony jest na wysokości 1697 m n.p.m. (według innych danych na 1717 m), ma powierzchnię 0,8 ha i głębokość 8 m. Jest najgłębszym z Raczkowych Stawów. Jego wody spływają do leżącego tuż obok niego, nieco niżej Przedniego Stawu Raczkowego. Wiosną, zasilany wodami z topniejących śniegów często łączy się z dwoma pozostałymi, leżącymi blisko siebie stawami (Przednim i Suchym Stawem Raczkowym) w jedno duże rozlewisko. Wody z tych stawów zasilają Raczkowy Potok.
Jest pochodzenia lodowcowego. Badany był w latach 1845, 1850 i 1856 przez Ludwika Zejsznera. Od szlaku turystycznego wiodącego Doliną Zadnią Raczkową odchodzi ścieżka, którą można dojść bezpośrednio do Zadniego Stawu Raczkowego (i dwóch pozostałych).

## Szlaki turystyczne
– żółty szlak z rozdroża Niżnia Łąka przez Dolinę Raczkową do Rozdroża pod Klinem i dalej Zadnią Doliną Raczkową obok stawów na Starorobociańską Przełęcz i Kończysty Wierch (2002 m). Suma wzniesień ok. 1050 m.
- Czas przejścia z Niżniej Łąki do Rozdroża pod Klinem: 2:30 h, ↓ 1:45 h
- Czas przejścia od rozdroża na Starorobociańską Przełęcz: 2 h, ↓ 1:30 h